# Maggie Lindemann
Margaret „Maggie“ Elizabeth Lindemann (* 21. Juli 1998 in Dallas, Texas) ist eine US-amerikanische Singer-Songwriterin.

## Karriere
Lindemann wuchs in Dallas auf. Sie begann während ihrer Schulzeit damit, in Kirchenchören und Musicals zu singen. Auf unterschiedlichen Social-Media-Plattformen wie Tumblr und Instagram baute sie während ihrer Jugendzeit eine Fanbasis auf. Auf ein dort hochgeladenes Video wurde der Manager Gerald Tennison aufmerksam, woraufhin sie im Jahr 2015 ein Angebot für einen Plattenvertrag von Capitol Records erhielt. Sie zog daraufhin von San Antonio nach Los Angeles.
Lindemanns Debüt-Single Knocking On Your Heart erschien im September 2015. Am 30. Oktober 2015 folgte ihre zweite Single Couple of Kids. Am 29. Januar 2016 wurde ihre dritte Single Things veröffentlicht.
Im Juni 2016 erschien bei 300 Entertainment ihr Song Pretty Girl, der zuerst relativ erfolglos blieb. Im Frühjahr 2017 erschienen unterschiedliche Remixe des Liedes, darunter im März 2017 auch ein Mix des US-amerikanischen Trios Cheat Codes in Zusammenarbeit mit dem Musiker Cade. Dieser sorgte für eine erhöhte Aufmerksamkeit auf das Lied und ließ es in mehrere europäische Musikcharts einsteigen. In den schwedischen, norwegischen und irischen Single-Charts erreichte die Single Mitte Mai 2017 die Top 10.
Am 16. September 2022 erschien Lindemanns Debütalbum Suckerpunch.

## Privates
Lindemann war von Frühjahr 2014 bis Mai 2015 mit dem Vine- und Instagram-Star Carter Reynolds liiert. Die Beziehung endete in einem viralen Streit, welcher von diversen Medien aufgegriffen wurde.

## Diskografie

### Alben
- 2022: Suckerpunch

### EPs
- 2021: Paranoia
- 2024: HEADSPLIT

### Singles

#### Als Leadkünstlerin
- 2015: Knocking on Your Heart
- 2015: Couple of Kids
- 2016: Things
- 2016: Pretty Girl (US: ×2Doppelplatin )
- 2017: Obsessed
- 2018: Human
- 2018: Would I
- 2019: Friends Go
- 2020: Knife Under My Pillow
- 2020: Scissorhands
- 2020: Loner
- 2021: She Knows It
- 2022: How Could You Do This to Me? (feat. Kellin Quinn)
- 2022: Break Me! (feat. Siiickbrain)
- 2022: You’re Not Special
- 2022: Self Sabotage
- 2023: Deprecating (feat. Siiickbrain)
- 2024: Hostage

#### Gastbeiträge
- 2017: Personal (The Vamps feat. Maggie Lindemann)
- 2020: Moon&Stars (mit $not, US: Gold)
- 2021: OHMAMI (Chase Atlantic mit Maggie Lindemann)
- 2022: Debbie Downer (LØLØ feat. Maggie Lindemann)

## Auszeichnungen für Musikverkäufe
| Goldene Schallplatte - Frankreich - 2017: für die Single Pretty Girl - Polen - 2021: für die Single Pretty Girl - Spanien - 2025: für die Single Pretty Girl Platin-Schallplatte - Italien - 2017: für die Single Pretty Girl - Portugal - 2022: für die Single Pretty Girl | 2× Platin-Schallplatte - Dänemark - 2021: für die Single Pretty Girl 3× Platin-Schallplatte - Australien - 2017: für die Single Pretty Girl - Neuseeland - 2023: für die Single Pretty Girl |

Anmerkung: Auszeichnungen in Ländern aus den Charttabellen bzw. Chartboxen sind in ebendiesen zu finden.
| Land/RegionAuszeichnungen für Musikverkäufe (Land/Region, Auszeichnungen, Verkäufe, Quellen) | Gold     | Platin       | Verkäufe  | Quellen             |
| -------------------------------------------------------------------------------------------- | -------- | ------------ | --------- | ------------------- |
| Australien (ARIA)                                                                            | —        | 3× Platin3   | 210.000   | aria.com.au         |
| Dänemark (IFPI)                                                                              | —        | 2× Platin2   | 180.000   | ifpi.dk             |
| Deutschland (BVMI)                                                                           | —        | Platin1      | 400.000   | musikindustrie.de   |
| Frankreich (SNEP)                                                                            | Gold1    | —            | 66.666    | snepmusique.com     |
| Italien (FIMI)                                                                               | —        | Platin1      | 50.000    | fimi.it             |
| Neuseeland (RMNZ)                                                                            | —        | 3× Platin3   | 90.000    | radioscope.co.nz    |
| Polen (ZPAV)                                                                                 | Gold1    | —            | 25.000    | olis.pl             |
| Portugal (AFP)                                                                               | —        | Platin1      | 10.000    | Einzelnachweise     |
| Spanien (Promusicae)                                                                         | Gold1    | —            | 30.000    | elportaldemusica.es |
| Vereinigte Staaten (RIAA)                                                                    | Gold1    | 2× Platin2   | 2.500.000 | riaa.com            |
| Vereinigtes Königreich (BPI)                                                                 | —        | 2× Platin2   | 1.200.000 | bpi.co.uk           |
| Insgesamt                                                                                    | 4× Gold4 | 15× Platin15 |           |                     |

## Filmografie
- 2021: Downfalls High